# Disney Cruise Line
Disney Cruise Line es una línea de cruceros subsidiaria de The Walt Disney Company. La compañía se constituyó en 1996 como Magical Cruise Company Limited, a través de su primer barco Disney Magic, y tiene su domicilio en Londres, Inglaterra (Reino Unido) con su sede operativa ubicada en Celebration, Florida (Estados Unidos).
La línea de cruceros ha experimentado cierto crecimiento en los últimos años. En 2011, la compañía tenía una participación de mercado del 1,95 por ciento y en 2015, Disney Cruise Lines tenía el 2,8 por ciento del mercado mundial de cruceros por pasajero y el 2,4 por ciento por ingresos. En 2018, Disney Cruise Lines disminuyó al 2,3 por ciento del mercado mundial de cruceros por pasajero y al 2,2 por ciento por ingresos. En 2021, la participación de mercado es del 2,2 por ciento por pasajero y del 2,7 por ciento por ingresos. Para 2024, se prevé que Disney Cruise Line capture el 2,8 por ciento del mercado de pasajeros y el 4,2 por ciento de los ingresos totales.

## Descripción general
La Disney Cruise Line fue creada por Walt Disney Imagineering, un departamento artístico de Disney, y operaba en sus inicios con dos barcos; el Disney Magic y el Disney Wonder, además de una pequeña isla privada en Bahamas llamada Cayo Castaway, con un exclusivo puerto de escala para los buques de Disney.
El Disney Magic inició operaciones el 30 de julio de 1998. El Disney Wonder comenzó a funcionar el 15 de agosto de 1999. Los buques disponen cada uno de 875 camarotes y son prácticamente idénticos en su diseño; aunque tienen algunas variaciones en los restaurantes y áreas de recreo. Ambos contienen áreas destinadas exclusivamente para cada franja de edad, incluidos niños, preadolescentes, adolescentes y adultos. A tan solo dos años de su primer viaje, dieron la bienvenida a su pasajero 1 millón.
A finales de 2013 el barco fue remodelado en los astilleros de Navantia en Cádiz, donde se le instalaron nuevos toboganes y se remodelaron muchas de sus salas.
Actualmente la compañía opera también otros cinco barcos más grandes, los Disney Dream, Disney Fantasy, Disney Wish, Disney Treasure y Disney Destiny. En breve se incorporará a la flota uno aún mayor, el Disney Adventure.
El net-zero-fin es planeado del 2030.

## Itinerarios

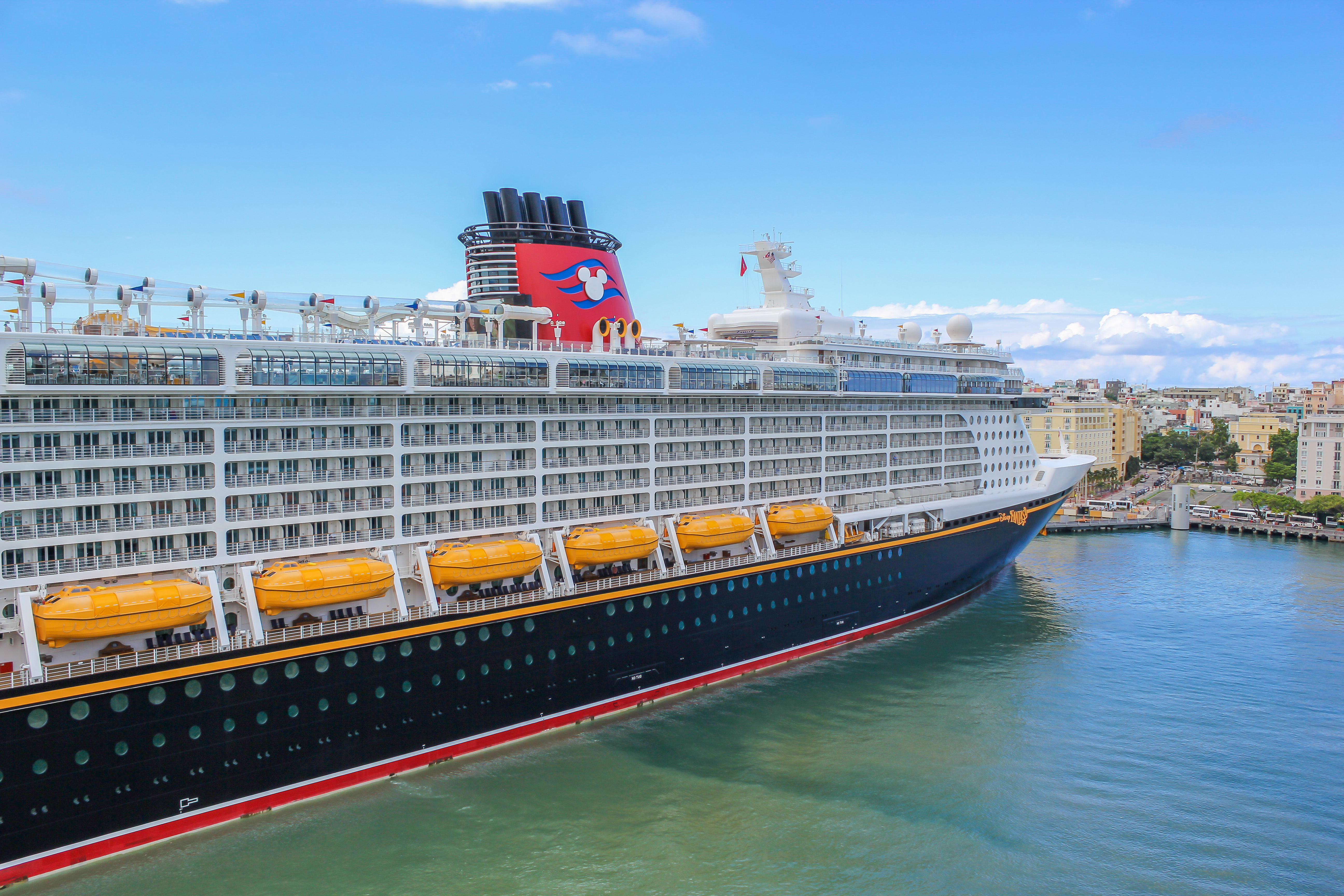
El Disney Fantasy anclando en el Viejo San Juan, Puerto Rico

Actualmente los itinerarios son: Alaska y la costa Pacífico Americana, Islas Bahamas, Puerto Rico y las Antillas Menores en el mar Caribe, Cayo Castaway de Disney (Isla propiedad de la compañía), Europa, Riviera Mexicana, Canal de Panamá y Transatlántico. Es una de las grandes empresas de cruceros que tiene menos barcos (le precede la Cunard Line, que cuenta con cuatro barcos: Queen Mary 2, Queen Victoria, Queen Elizabeth y Queen Anne).

## Itinerarios excepcionales
Los itinerarios excepcionales, comenzaron por diversos motivos y algunos se han mantenido.
Durante el verano de 2005, el Disney Magic ofreció varios cruceros con salida desde Los Ángeles y llegada a Florida, pasando por varios puertos Internacionales y surcando el Canal de Panamá. Con éste Itinerario se festejó el 50.º aniversario de Disneyland.
Han contado con la visita de muchos personajes reconocidos, entre ellos el reconocido pastelero Buddy Valastro, junto con su familia.[5]
| Los Ángeles     | Estados Unidos |
| Ensenada        | México         |
| Cabo San Lucas  | México         |
| Mazatlán        | México         |
| Acapulco        | México         |
| Canal de Panamá | Panamá         |
| Curazao         | Curazao        |
| Castaway Cay    | Bahamas        |
| Port Canaveral  | Estados Unidos |

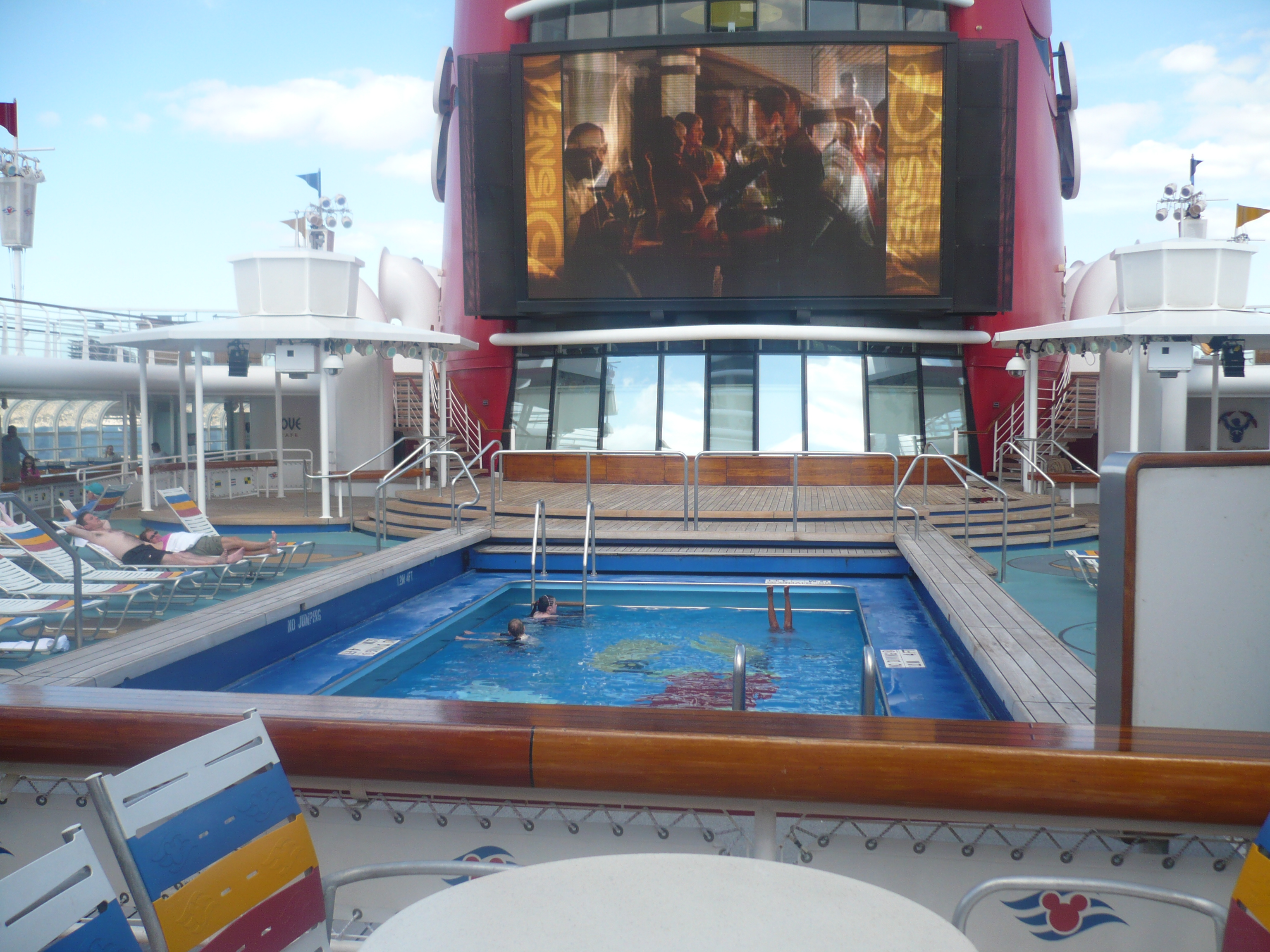
Piscina familiar del Disney Magic con pantalla gigante

En 2007, el Disney Magic ofreció dos cruceros de 11 días por el Mediterráneo, zarpando del puerto español de Barcelona.
| Barcelona            | España  |
| Civitavecchia        | Italia  |
| La Spezia            | Italia  |
| Marsella             | Francia |
| Nápoles              | Italia  |
| Olbia                | Italia  |
| Palermo              | Italia  |
| Villefranche-sur-Mer | Francia |

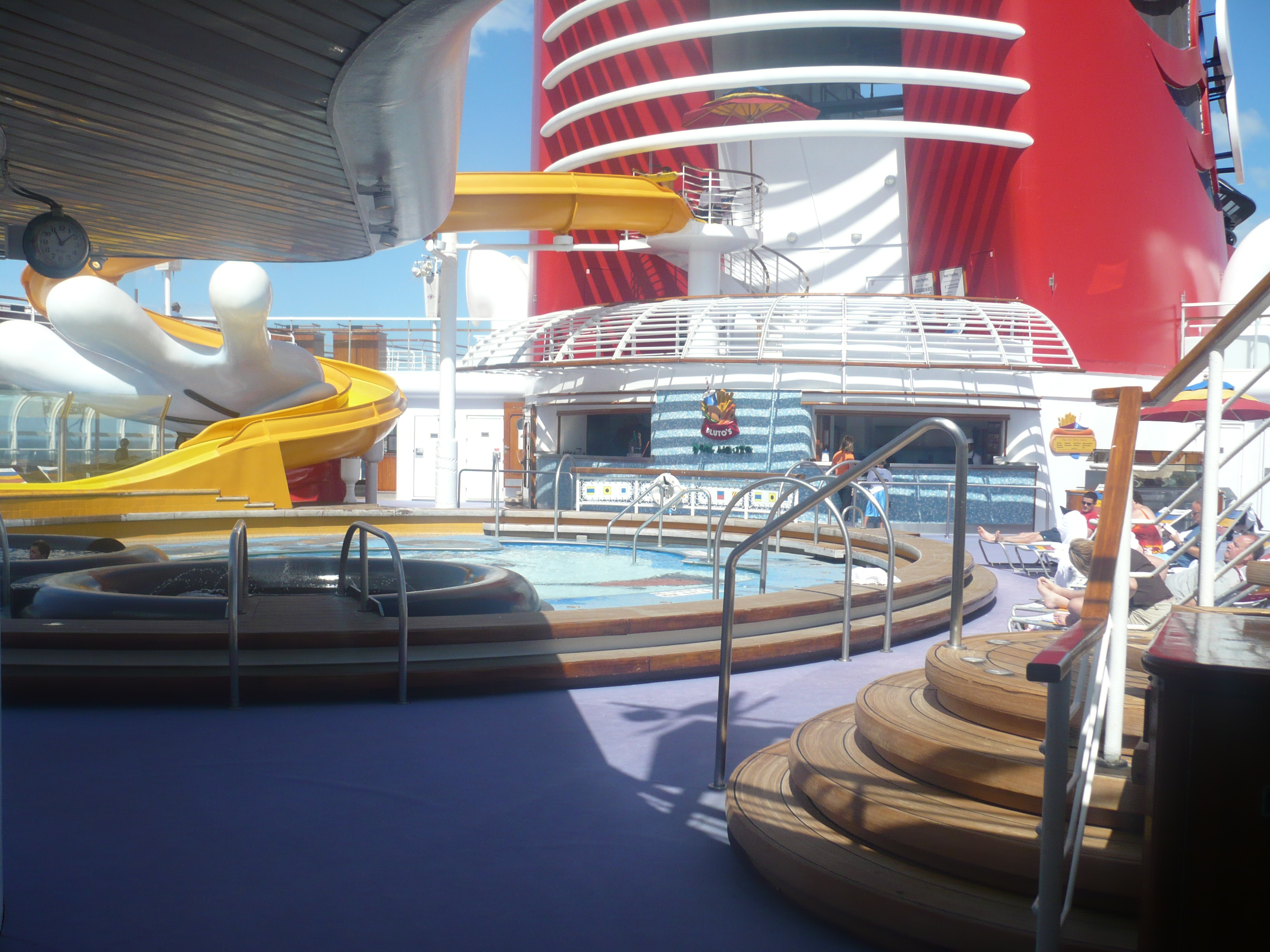
Piscina en el Magic con una mano gigante de Mickey Mouse

En 2008, el Disney Magic ofreció una ruta en el Pacífico desde Los Ángeles a los puertos de Ensenada, Cabo San Lucas , Mazatlán y Puerto Vallarta .
| Los Ángeles    | Estados Unidos |
| Cabo San Lucas | México         |
| Mazatlán       | México         |
| Ensenada       | México         |

En 2010, el Disney Magic regresó a Europa con nuevos cruceros por el Mediterráneo y por primera vez surcó el Atlántico Norte con paradas inéditas como Copenhague , Estocolmo , Helsinki , Tallin y San Petersburgo .
En 2011, comenzó una ruta en aguas estadounidenses y canadienses, California - Alaska.

## Flota
| Buque                 | Tonelaje bruto | Pasajeros | Astillero                                            | Entrada en servicio | Imagen                    |
| --------------------- | -------------- | --------- | ---------------------------------------------------- | ------------------- | ------------------------- |
| Disney Magic          | 84 130         | 2700      | Fincantieri                                          | 1998                |                           |
| Disney Wonder         | 83 969         | 2700      | Fincantieri                                          | 1999                |                           |
| Disney Dream          | 129 690        | 4000      | Meyer Werft                                          | 2011                |                           |
| Disney Fantasy        | 129 690        | 4000      | Meyer Werft                                          | 2012                |                           |
| Disney Wish           | 144 000        | 4000      | Meyer Werft                                          | 2022                |                           |
| Disney Treasure       | 144 256        | 4000      | Meyer Werft                                          | 2024                |                           |
| Disney Destiny        | 144 256        | 4000      | Meyer Werft floating in the drydock since march 2025 | 2025                |                           |
| Disney Adventure      | 208 000        | 6000      | Meyer Wismar                                         | 2025                |                           |
| Sin nombre adjudicado | ~ 144 000      |           | Meyer Werft                                          | 2027                | en construccion           |
| Sin nombre adjudicado | ~ 144 000      | 4000      | Meyer Werft                                          | 2028                | For Oriental Land Company |
| Sin nombre adjudicado | ~ 100 000      | 3000      | Meyer Werft                                          | 2029                | [ 18 ]                    |
| Sin nombre adjudicado | ~ 100 000      | 3000      | Meyer Werft                                          | 2030                | [ 19 ]                    |
| Sin nombre adjudicado | ~ 100 000      | 3000      | Meyer Werft                                          | 2031                | [ 20 ]                    |